# Skilanglauf-Eastern-Europe-Cup
Der Eastern Europe Cup (engl.: Osteuropacup, abgekürzt EEC) ist eine von der FIS organisierte internationale Rennserie im Skilanglauf, die seit November 2007 während des Winterhalbjahres der nördlichen Hemisphäre ausgetragen wird.
Neben acht anderen Serien des Continental Cup wird der Eastern Europe Cup vorrangig für die vier osteuropäischen Länder Russland, Belarus, Kasachstan und Ukraine ausgetragen, deren Läufer auch im Weltcup an den Start gehen, seltener nehmen auch Athleten aus anderen Skiländern Europas an ihm teil. Tatsächlich übernimmt hauptsächlich Russland, seltener auch die Ukraine die Organisation, jene Länder stellen auch den Großteil der Athleten bei ihren Heimwettkämpfen.
Im Gegensatz zum Weltcup finden alle Rennen in Osteuropa statt. Ansonsten sind die Regeln gleich, so auch die Vergabe von Punkten anhand des FIS-Punktesystems. Da pro Saison jeweils nur wenige Wettkämpfe ausgetragen werden – die Zahl liegt bei etwa zwölf –, werden jeweils nur die Sieger in einer Gesamtwertung ermittelt, obwohl wie im Weltcup sowohl Sprint- als auch Distanzrennen ausgetragen werden.

## Ergebnisse der Gesamtwertung

### Männer
| Saison  | Erster                | Zweiter                | Dritter                            |
| ------- | --------------------- | ---------------------- | ---------------------------------- |
| 2007/08 | Nikita Krjukow        | Igor Ussatschow        | Alexander Kusnezow                 |
| 2008/09 | Stanislaw Wolschenzew | Anton Gafarow          | Dmitri Osinkin                     |
| 2009/10 | Iwan Alypow           | Konstantin Glawatskich | Dmitri Chwanow                     |
| 2010/11 | Anton Gafarow         | Andrei Parfjonow       | Alexander Bessmertnych             |
| 2011/12 | Gleb Retiwych         | Stanislaw Wolschenzew  | Sergei Schirjajew                  |
| 2012/13 | Sergei Nowikow        | Wladislaw Skobelew     | Sergei Schirjajew                  |
| 2013/14 | Sergei Turyschew      | Alexander Utkin        | Nikolai Chochrjakow                |
| 2014/15 | Andrei Parfjonow      | Konstantin Glawatskich | Alexander Utkin                    |
| 2015/16 | Jewgeni Dementjew     | Michail Dewjatjarow    | Nikita Stupak                      |
| 2016/17 | Alexei Wizenko        | Nikita Stupak          | Andrei Feller                      |
| 2017/18 | Stanislaw Wolschenzew | Jermil Wokujew         | Andrei Parfjonow                   |
| 2018/19 | Ilja Poroschkin       | Jermil Wokujew         | Ilja Semikow                       |
| 2019/20 | Jermil Wokujew        | Alexei Wizenko         | Artjom Nikolajew                   |
| 2020/21 | Andrei Larkow         | Anton Timaschow        | Andrei Krasnow                     |
| 2021/22 | Ilja Poroschkin       | Alexei Wizenko         | Andrei Kusnezow                    |
| 2022/23 | Denis Wolotka         | Konstantin Borzow      | Witali Puchkalo Wladislaw Kowaljow |
| 2023/24 | Olschas Klimin        | Jernur Bexultan        | Fjodor Karpow                      |
| 2024/25 | Witali Puchkalo       | Wladislaw Kowaljow     | Konstantin Borzow                  |

### Frauen
| Saison  | Erste                              | Zweite                                    | Dritte                 |
| ------- | ---------------------------------- | ----------------------------------------- | ---------------------- |
| 2007/08 | Marina Tschernoussowa              | Anna Slepowa                              | Olga Michailowa        |
| 2008/09 | Olga Michailowa                    | Olga Schtschutschkina                     | Larissa Kurkina        |
| 2009/10 | Olga Schtschutschkina              | Walentina Nowikowa                        | Olga Michailowa        |
| 2010/11 | Anastassija Kasakul                | Polina Kalsina                            | Olga Michailowa        |
| 2011/12 | Jelena Soboljowa                   | Olga Rotschewa                            | Jewgenija Schapowalowa |
| 2012/13 | Jelena Soboljowa                   | Marina Tschernoussowa                     | Darja Wedenina         |
| 2013/14 | Natalja Korosteljowa               | Alissa Schambalowa                        | Julija Belorukowa      |
| 2014/15 | Natalja Matwejewa                  | Jelena Soboljowa                          | Julija Tschekaljowa    |
| 2015/16 | Jelena Soboljowa                   | Darja Wedenina                            | Anastassija Wlassowa   |
| 2016/17 | Anna Netschajewskaja               | Marija Dawydenkowa                        | Natalja Iljina         |
| 2017/18 | Polina Nekrassowa Larissa Rjassina |                                           | Marija Dawydenkowa     |
| 2018/19 | Olga Zarjowa                       | Alissa Schambalowa                        | Diana Golowan          |
| 2019/20 | Jewgenija Schapowalowa             | Lilija Wassiljewa                         | Christina Mazokina     |
| 2020/21 | Lilija Wassiljewa                  | Nastassja Kirylawa Anastassija Moskalenko |                        |
| 2021/22 | Jekaterina Smirnowa                | Alissa Schambalowa                        | Darja Rogosina         |
| 2022/23 | Xenija Schalygina                  | Nadeschda Stepaschkina                    | Aischa Rakischewa      |
| 2023/24 | Angelina Schuryga                  | Nadeschda Stepaschkina                    | Anna Melnik            |
| 2024/25 | Nadeschda Stepaschkina             | Anna Melnik                               | Tamara Ebel            |